# دعسوقة ذات إحدى عشر نقطة
دعسوقة ذات إحدى عشر نقطة أو أبو العيد ذو إحدى عشر نقطة (الإسم العلمي:Coccinella undecimpunctata)، هي نوع من الحشرات يتبع أحد أجناس فصيلة الدعسوقيات من رتبة الخنافس، موطنها هو العالم القديم، وتُعتبر إحدى حشرات المكافحة الأحيائية في أستراليا ونيوزلندا، يبلغ طول الحشرة الكاملة نحو من 4 – 5مم. ولون الغمدين أصفر برتقالي ويوجد عليها 11 نقطة سوداء لامعه، أما باقي الجسم فلونه أسود. أجزاء الفم من النوع القارض القوي حيث تتغذى على الحشرات الصغيرة مثل المن والبق الدقيقي.